# 소마 사다타네
소마 사다타네(일본어: 相馬貞胤, 1659년 6월 28일 ~ 1679년 12월 25일)는 일본 에도 시대의 다이묘이며, 소마 나카무라번의 4대 번주이다. 관위는 종5위하, 데와노카미(出羽守)였다.
3대 번주 소마 다다타네의 맏아들로 태어났다. 1673년, 아버지가 사망하면서 번주 자리에 올랐다. 그러나 6년 뒤인 1679년 사망하고 말았다. 아들이 없어 동생인 소마 마사타네가 그 뒤를 이었다.
| 전임 소마 다다타네 | 제4대 소마 나카무라번 번주 1673년 ~ 1679년 | 후임 소마 마사타네 |